# Federico Fernández (labdarúgó)
Federico Fernández (Tres Algarrobos, 1989. február 21. –) argentin válogatott labdarúgó, a Elche játékosa. Posztját tekintve belsővédő.

## Sikerei, díjai
Estudiantes
- Argentin bajnok (1): 2010 Apertura
- Libertadores-kupagyőztes (1): 2009

Napoli
- Olasz kupagyőztes (2): 2011–12, 2013–14